# Vitor Sapata
Vitor Hugo Morais de Oliveira (Taubaté, 26 maart 2003), voetbalnaam Sapata, is een Brazilians voetballer die sinds 2024 uitkomt voor RWDM.

## Clubcarrière
Sapata ruilde in 2022 de jeugdopleiding van EC Taubaté voor die van Botafogo FR. In het voorjaar van 2023 nam Botafogo hem definitief over van Taubaté. Op 10 maart 2024 maakte hij zijn officiële debuut voor het eerste elftal van Botafogo: in de heenwedstrijd van de halve finale van de Taça Rio, een nacompetitie van de Campeonato Carioca, mocht hij tegen Sampaio Corrêa FE in de blessuretijd invallen. Diep in de blessuretijd bezorgde Sapata zijn team nog de zege door de 1-2 te scoren.
In september 2024 maakte Sapata op definitieve basis de overstap naar de Belgische tweedeklasser RWDM, een zusterclub van Botafogo. Sapata ondertekende in het Edmond Machtensstadion een tweejarig contract met optie.
1 Lathouwers ·
3 Halilou ·
4 Doudaev ·
5 De Sart ·
6 Halifa ·
7 Montes ·
8 Abe ·
9 Parzyszek ·
10 Robail ·
11 Ziani ·
15 Laâziri ·
17 Barry ·
20 Poku ·
21 Marsoni ·
22 Soelle Soelle ·
23 Del Piage ·
26 Kestens ·
28 Hubert ·
29 Maurer ·
30 Baghli ·
31 Dodeigne ·
43 Sousa ·
49 Sapata ·
51 Preijs ·
53 Messad-Kouchiche ·
60 Awudu ·
70 Nkurunziza ·
77 Biron ·
83 Lemmens ·
84 El Arouch ·
99 Benjdida ·
Coach: Ferrera
· Assistent-coach: Baherlé
· Assistent-coach: De Camargo